# سكينة (بلنسية)
بلدية سُكَينة أو (نقحرة: زوكاينا) (بالإسبانية: Zucaina)‏، هي إحدى بلديات مقاطعة قسطلونة التي تقع في منطقة بلنسية، في شرق إسبانيا.
يبلغ عدد سكانها 186 نسمة وفقاً لإحصائية سنة (2006).